# مارتن ليند
مارتن ليند (بالسويدية: Martin Lind)‏ هو عالم عقيدة سويدي، ولد في 14 مارس 1944 في مالمو في السويد.